# Csicsó vára
Csicsó vára – középkori vár, ma csak romja látható. A várrom a romániai műemlékek jegyzékében a BN-II-m-A-01630 sorszámon szerepel.

## Fekvése
Déstől mintegy 20 kilométerre északkeletre, Csicsóújfalu, Csicsógyörgyfalva és Gáncs falvak határában fekszik. AZ Ilosvai hegycsoporthoz tartozó 758 méter magas Magura oldalában, 683 méteres magasságban található.

## Története
Nevét 1283-ban Chicho néven említették először a Rátót nemzetség birtokaként, de ekkor még nem említik mint várat. Ekkor a Rátold nemzetség tagjai osztoztak meg rajta, és az osztozáskor Csicsó és Retteg összes tartozékaikkal együtt Leusták fiainak: Rolandnak és Dezsőnek, István fiainak: Domokosnak és Lászlónak, valamint Olivér fiainak: Rainaidnak és Miklósnak jutott. Csicsó másik része pedig továbbra is megmaradt szolnoki várföldnek. Jobbágy birtokosai kihalása után az elnéptelenedett várföldet III. András király a Losonczi Bánffyak ősének Dénes nádor fia Dénes ispánnak adományozta.
A vár építése tehát az 1290-1304-közötti időszakban történhetett, és a fenti birtokosai közül építhette valamelyik, és valószínű, hogy tőlük Apor László erdélyi vajda szerezhette meg, mivel egy 1304-ben kelt oklevélben birtokosául már Apor László erdélyi vajdát említik.
1319-ben Debreceni Dózsa itt verte le a lázadó Mojs fia Mojst. 1321-ben Wass Miklós várnagy, a czegei Wass család egyik őse átadta Szécsényi Tamás ellenvajdának, aki a Károly Róbertnek meg nem hódoló Apor László várát ostromolta, ettől fogva királyi birtok volt.
1405-ben Luxemburgi Zsigmond uradalmával együtt Bánfi Istvánnak és testvérének adományozta.
1467-ben Hunyadi Mátyás király hűtlenségük miatt elkobozta tőlük és a kiterjedt uradalommal részben Szerdahelyi Kis Jánosnak, részben – Kilija és Dnyeszterfehérvár váraiért kárpótlásul – hűbéresének, III. (Nagy) István moldvai fejedelemnek adományozta. 1492-ben II. Ulászló az egész uradalomra kiterjesztette a Nagy Istvánnak tett adományt.
1538-ban a török elől idemenekült István fia, Petru Rareș moldvai fejedelem. 1540-ben, I. Szulejmán kívánságára Fráter György négy hónapos ostrom után elfoglalta a várat, Rareșt pedig átadta a törököknek. 1539-ben Szapolyai János jegyajándékul Izabella királynénak ajándékozta. 1542-ben Petru Rareș visszatért és sikertelenül ostromolta hajdani erődjét, ezután 1544-ben Izabella leromboltatta.
1592-ben rablófészekként említették.
1658-ban Szalai Bárkóczy László, beregi főispán, végrendeletében a vár alatti udvarházzal együtt Ferenc nevű fiának hagyományozta.
Uradalma később nagyrészt Szamosújváréba olvadt bele.

## Leírása
A riolitból épült vár a feltételezések szerint eredetileg szabálytalan négyszög alakű lehetett, a sarkokban egy-egy toronnyal. A várat csak három oldalról övezték falak, északról egy függőleges sziklafal tette megközelíthetetlenné. Már csak az felsővár északi tornyának falai és a külső védőfalak maradványai láthatók és létra vezet fel a romhoz. Az egykori alsóvár teljesen elpusztult.